# Ludovic Lavater

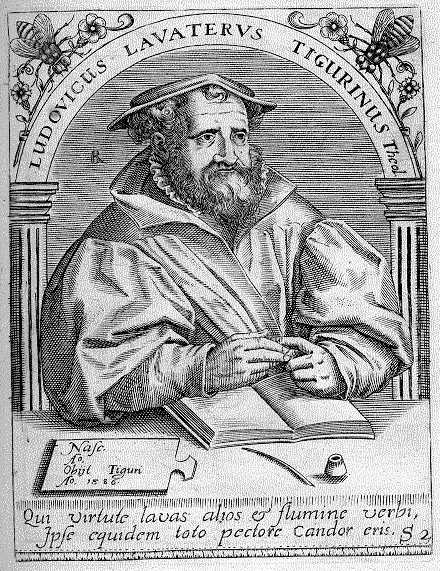
Ludwig Lavater

Ludovic Lavater (Kyburg, 1527 - Zürich, 1586), was een Zwitsers protestantse predikant.
Lavater was de eerste dominee van Zürich. De predikant en wetenschapper Johann Kaspar Lavater stamt wellicht van hem af.

## Levensloop

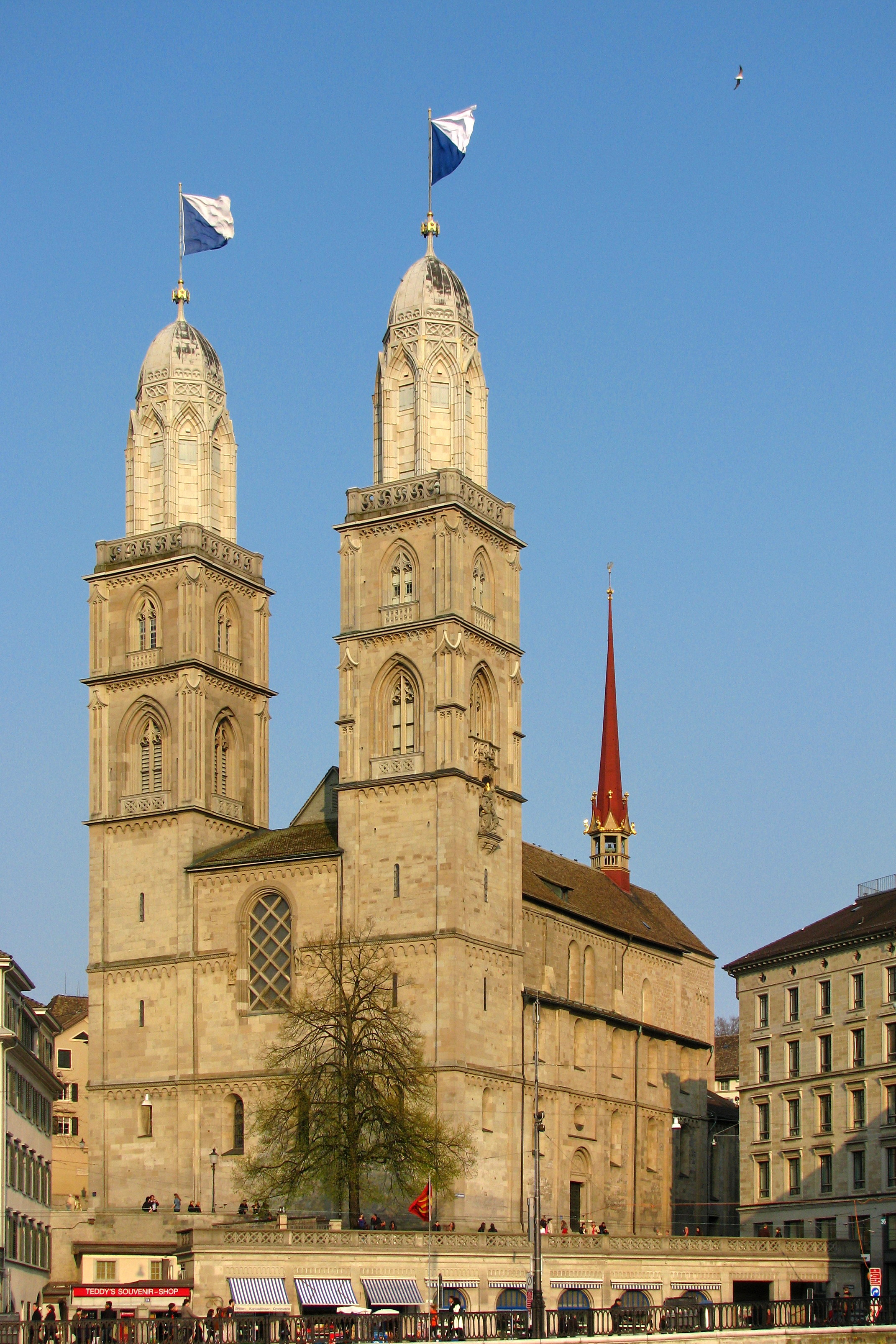
Grossmünsterkerk in Zürich

Lavater was een zoon van de landvoogd en latere burgemeester van Zürich, Hans Rudolf Lavater (1496/97–1557). Hij bezocht vanaf 1538 de kloosterschool van het klooster te Kappel am Albis en studeerde later in Straatsburg, Parijs en Lausanne. In 1550 werd hij tot deken van de Evangelisch-Reformierte kerken aan de Grossmünsterkerk in Zürich benoemd. In hetzelfde jaar trouwde hij met Margaretha, dochter van predikant Heinrich Bullinger. In december 1585 werd hij tot predikant aan de Grossmünsterkerk bevorderd, waarmee ook het ambt van Antistes van de Züricher kerk was verbonden. In de kantons Zürich, Basel en Schaffhausen was van de 16e tot de 19e eeuw de Antistes het hoogste ambt in de Zwitserse Gereformeerde Kerken. In 1525 was Huldrych Zwingli in Zürich de eerste Antistes; ook de schoonvader van Lavater, Heinrich Bullinger, bekleedde dit ambt. De hiermee samenhangende taak bestond uit het naar buiten vertegenwoordigen van de kerk en het overleg plegen tussen het bestuur van de stad en de geestelijkheid. De Antistes was tevens voorzitter van de synode en van de examencommissie voor de beoordeling van kandidaat-predikanten. 
Wegens zijn korte ambtsperiode, hij overleed ruim een half jaar na zijn aanstelling, kon hij geen kerkpolitieke accenten leggen. Hij genoot vooral bekendheid als schrijver en vertaler van theologische geschriften. Zijn "Gespensterbuch" (eerste uitgave in 1569), dat zich keerde tegen bijgeloof, beleefde 19 drukken en werd in meerdere talen vertaald.

## Geschriften
- De ritibus et institutis ecclesiae Tigurinae. 1559 (Neuausg.: Die Gebräuche und Einrichtungen der Zürcher Kirche. Zürich: Theologischer Verlag 1987 ISBN 3-290-11590-9)